# Reguina Toukhbatoullina
Reguina Radikovna Toukhbatoullina (en russe : Регина Радиковна Тухбатуллина) est une ancienne joueuse de volley-ball russe née le 2 octobre 1990 à Zelenogorsk. Elle mesure 1,84 m et jouait au poste d'attaquante. 

## Clubs
| Club                 | De        | À         |
| -------------------- | --------- | --------- |
| Samorodok Khabarovsk | 2006-2007 | 2009-2010 |
| Oufimotchka Oufa     | 2010-2011 | 2012-2013 |
| Ienisseï Krasnoïarsk | 2013-2014 | 2013-2014 |
| VK Fortouna Irkoutsk | 2014-2015 | 2014-2015 |